# Reifende Jugend (1955)
Reifende Jugend ist ein deutsches Filmmelodram aus dem Jahre 1955 von Ulrich Erfurth mit Mathias Wieman, Albert Lieven und dem jungen Maximilian Schell in den Hauptrollen. Dem Film liegt das Bühnenstück Die Reifeprüfung von Max Dreyer zugrunde.

## Handlung
Liebesirrungen und -Wirrungen in einer Schulgemeinschaft der noch jungen Bundesrepublik Deutschland. Hier herrscht ein von klaren Strukturen bestimmtes, gerechtes Regiment unter der Leitung des milden und erfahrenen Oberstudiendirektors Dr. Berger. Eines Tages wird die fleißige Regine Albing als einziges Mädchen in die Prima der Schule aufgenommen. Sie ist aufgrund ihres Wissenstandes ihrer Altersstufe weit voraus. An der neuen Schule trifft Regine auf den deutlich älteren Studienrat Dr. Crusius. Für beide ist es ein unerwartetes Wiedersehen, denn Regine und Crusius kennen sich bereits aus einem gemeinsamen Urlaub. Damals kam es zu einer kurzen aber heftigen Liaison, die Crusius aufgrund seiner Verantwortung, der er als Lehrer spürt, keinesfalls fortsetzen möchte, auch wenn er das Mädchen noch immer liebt.
Auch der unerfahrene Schüler Jürgen Sengebusch hat sich in das hübsche Mädchen verliebt, doch die ist ganz und gar auf ihren Lehrer fixiert. Es droht eine Katastrophe, als sich Crusius, Regine und Jürgen in die Quere kommen: Crusius erwischt Sengebusch dabei, wie dieser die Prüfungsaufgaben für das anstehende Abitur entwenden will. Der Studienrat agiert daraufhin so, wie es seine Pflicht vorsieht, und meldet den Schüler. Von dieser Denunziation zutiefst enttäuscht, wendet sich Regine von ihrem geliebten Lehrer vorläufig ab. Es bedarf des Einschreitens des verständnisvollen Direktors Dr. Berger, die Wogen so zu glätten, dass niemand mit Schaden aus der ganzen Angelegenheit hervorgeht.

## Produktionsnotizen
Reifende Jugend entstand Mitte 1955 im Filmatelier Göttingen sowie mit Außenaufnahmen in der Göttinger Grimm-Schule. Die Uraufführung erfolgte am 15. September 1955 vor Ort im Capitol-Kino in Göttingen, die Berliner Premiere war am 10. November desselben Jahres.
Gerard Biller hatte die Herstellungsleitung, Heinz Laaser die Produktionsleitung. Alfred Bütow entwarf die von Paul Michaelis umgesetzten Filmbauten. Peter Gorski war Regieassistent.
Dieser Filmstoff wurde 1933 unter demselben Titel von Carl Froelich erstverfilmt. Lieven spielte auch in dieser Filmversion mit, dort allerdings in der Schell-Rolle, als Schüler Sengebusch.

## Kritik
Im Lexikon des Internationalen Films heißt es: „Gefühlsbetontes Drama, dessen Konflikte … unglaubwürdig und antiquiert wirken.“